# キラン・ベディ
キラン・ベディ（ヒンディー語: किरण बेदी; 英語: Kiran Bedi PPMG PNBB 1949年6月9日 -）は、インドの社会活動家。また、1972年に就任したインド警察 (IPS)における管理職初の女性警察官、第24代ポンディシェリ副知事（任期2016年5月28日 - 2021年2月16日）としても知られている。ベディは警察研究開発局長として35年間勤め、2007年に自主退職した。

## 概要
キラン・ベディは、父プラカシュ・ラル・ペシャワリア（Prakash Lal Peshawaria）と母プレム・ラタ（Prem Lata ）の二女として生まれた。生まれ故郷アムリトサルの聖心修道院付属学校のかたわら軍幼年学校と大学予備校に通い、国立女性大学を経てパンジャブ大学（チャンディーガル）を首席で卒業。カルサ女子大学において政治学の講師を勤め（1970年-1972年）、1972年7月、インド警察に入隊し2007年まで各職についた。

### インド警察時代
ベディは警察時代に多岐にわたる任務を遂行した。赴任先はデリー、ゴア、チャンディガール、ミゾラム州にわたる。
デリーではチャナキャプーリ（Chanakyapuri）警視補（ASP＝Assistant Superintendent of Police ）を務めて1979年に大統領警察メダル表彰を受けた。デリー市西部に転勤すると、女性に対する犯罪の発生を抑えた。交通取り締まりを担当した1982年アジア競技大会（デリー）、1983年に英連邦首脳会議（ゴア）を経てニューデリーでは警察副長官を拝命し薬物乱用対策を打ち出し、やがてナヴジョティ・デリ警察協会へと発展する（2007年以降はナヴジョティ・インド協会に改称）。
警官時代のベディを有名にしたエピソードとして、インディラ・ガンディー首相の車を駐車違反のとがで移動させたことが伝わると、〔クレーン・ベディ〕と呼ばれた。
1993年、キラン・ベディはティハール刑務所所長に任命され、受刑者の待遇改善に努めた。この刑務所はインドで最大規模であり、受刑者は理想的とは言えない状況におかれていた。ベディは、衛生状態の向上や、囚人の苦情受付などに心を砕き、環境を大きく改善した。また囚人から有志を募って初等教育や外国語教育、ヴィパッサナー瞑想などを受けさせるなど、まったく新しい試みも導入する。その功績により1994年、アジアのノーベル賞とも称されるマグサイサイ賞を受賞した。
ベディは2003年、国際連合代表団で女性初、インド初の国際連合文民警察の長官を拝命、 国際連合平和維持活動局の文民警察顧問を委嘱され、これらの功績に対して国際連合よりメダルを授与される。
公務に従事する間も研鑽を重ねて論文を書き、インド工科大学においてPh.D.の学位を授与された（1993年）。
その後、ベディはチャンディーガル警察署長に就任したものの、部下を無断で停職処分にした州内務大臣と対立し、さらに母親が脳卒中で意識不明になるという不幸も重なり（意識を回復しないまま死去）、2007年に在職41日で退任を余儀なくされた。国際連合の文民警察顧問を務めたベディにはデリー警察本部長就任が期待されながら、その地位は後輩に譲られてしまう。この件を契機に、チャンディーガル警察赴任前より非政府組織（NGO）の民間支援活動に携わってきたベディは、2007年に警察を早期退職しNGO活動に専任する。
民間に降ってまず最初に、国民と警察本部をつなぐウェブサイトを開設した。このサイトは、警察に訴えを聞き入れてもらえなかった市民から非常に好評である。インド・ビジョン財団の主催者として2008年–2011年に法廷番組を後援した（「ヒンディー語: Aap Ki Kachehri」）。2011年には汚職撲滅運動（2011 Indian anti-corruption movement）の先頭に立ち、2015年に政党に加盟する（BJP＝Bharatiya Janata Party）。2015年のデリー市議会選挙（英語版）には敗れたものの、副党首候補に推される。

## 学歴
聖心修道院付属学校（Sacred Heart Convent School）から軍幼年学校（National Cadet Corps）、アムリトサルの国立女性大学（Government College for Women）で英文学を修め名誉学士号（BA(hons); 1964-1968年）を受ける。パンジャブ大学（チャンディーガル）に進み、政治学の修士号を取得し首席で卒業した（1968年-1970年）。

## 私生活
かつてテニス選手であった父の影響から、キラン・ベディもまたテニスの優れたプレイヤーであり、1966年にインド国内チャンピオンの座についた。1965年から1978年にかけてインド選手権や国内各地の試合で優勝を重ねた。22歳のときにはアジアン・レディース・タイトルを獲得している。1972年にブリジ・ベディと結婚し、4人の子供をもうけた。

## 主な受賞
| 時期（年） | 名称                                                     | 授与者                                                               | 授与の理由                                                 | 出典   |
| ---------- | -------------------------------------------------------- | -------------------------------------------------------------------- | ---------------------------------------------------------- | ------ |
| 1968       | 士官候補生賞                                             | インド軍士官学校部隊（英語版）                                       | NCC幹部候補生として示して言動                              | [ 9 ]  |
| 1979       | en:President's Police Medal for Gallantry                | インド大統領                                                         | アカリ対ニランカリの衝突において暴力を阻止した際立った勇気 | [ 10 ] |
| 1991       | アジア地域賞                                             | 国際テンプル善良騎士団（ 英語版、ノルウェー）                        | 薬物濫用の予防と管理                                       | [ 11 ] |
| 1994       | マグサイサイ賞                                           | Ramon Magsaysay Award Foundation（フィリピン）                       | 行政サービス                                               | [ 9 ]  |
| 1995       | マスキオ師人道賞（ウィキデータ）                         | Fr Maschio Platinum Jubilee Celebration Committee, Don Bosco Matunga | 社会改革と地域サービス                                     | [ 12 ] |
| 1995       | 年間獅子賞                                               | ライオンズクラブ、KKナガール（英語版）                               | 地域社会に対する奉仕                                       | [ 12 ] |
| 1997       | Joseph Beuys Prize                                       | Joseph Beuys Foundation（ドイツ）                                    | 包括的かつ革新的な管理（刑務所改革）                       |        |
| 1999       | Pride of India                                           | American Federation of Muslims of Indian Origin (AFMI)               | 人類福祉に対する取り組み                                   | [ 12 ] |
| 1999–2000  | IIT Delhi Alumni Award                                   | Indian Institute of Technology – Delhi Alumni Association            | 国家の発展に寄せた著しい貢献                               | [ 13 ] |
| 2001       | Morrison Tom Gitchoff Award                              | Western Society of Criminology（アメリカ合衆国）                     | インド司法の質を大幅に向上させた行動                       | [ 14 ] |
| 2004       | en:United Nations Medal                                  | 国際連合                                                             | 著しい貢献                                                 | [ 15 ] |
| 2005       | Mother Teresa Memorial National Award for Social Justice | 全インドキリスト教協議会                                             | 刑務所および刑事制度の改革                                 | [ 12 ] |
| 2006       | Most Admired Woman in the Country                        | The Week                                                             |                                                            | [ 12 ] |
| 2008       | FICCI Award of Excellence                                | インド商工会議所連盟女性会議所（英語版）                             | 優れた女性業績家                                           | [ 16 ] |
| 2008       | Kumarappa-Reckless Award                                 | インド犯罪協会 （ウィキデータ）                                      | 刑事司法行政分野における著しい貢献                         | [ 17 ] |
| 2013       | 野村賞                                                   | 野村ホールディングス                                                 | 人道支援活動                                               | [ 18 ] |
| 2014       | ロレアルパリ・フェミナ女性賞                             | ロレアル、 『フェミナ』誌（インド）                                  | 社会に及ぼした影響                                         | [ 19 ] |

In 2005,en:CUNY School of Law awarded her an honorary en:Doctor of Law degree in recognition of her "humanitarian approach to prison reforms and policing".
The Navjyoti Delhi Police Foundation received the 1999 Serge Sotiroff Memorial Award for outstanding contributions to international drug control efforts.
She was conferred with Acharya Tulsi Kartritva Puraskar in 2005 by Akhil Bhartiya Terapanth Mahila Mandal.